# お軽
お軽 （おかる、貞享2年（1684年） - 正徳3年10月6日（1713年11月23日））は、江戸時代前期の女性。赤穂藩家老大石良雄の妾。「於可留」「梶」と記す書もある。

## 生涯
貞享2年（1684年）、京都二条の二文字屋次郎左衛門の娘として生まれた。
赤穂藩が改易となった翌年の元禄15年（1702年）4月、大石良雄は、妻りくたちを但馬国豊岡の実家に帰らせると、京都山科で遊び呆け始める。堀部武庸ら江戸急進派の同志たちの不満がこれ以上募ることを恐れた進藤俊式や小山良師らが、大石に少しでも廓通いを止めさせるために、当時18歳のお軽を紹介して側に置かせたという。お軽は子供を身ごもったようだが、のち大石は江戸へ下向することになったので、お軽に金銀を与えて二条の実家に戻して、浅野家の藩医だった寺井玄渓を派遣したという。子が無事に産まれたかは不明。
正徳3年（1713年）10月6日に死去。享年29。墓は京都市上京区今出川通りの上善寺にある。法名は清誉貞林法尼。

## 巷説・創作
元中央義士会の中島康夫によると、お軽の子・石之助は何十年も各地を放浪したようだが、48歳の時に伊万里の商人・藤田松字の厄介になったという。
なお、『仮名手本忠臣蔵』では、早野勘平（萱野重実がモデル）の恋人で、寺岡平右衛門（寺坂信行がモデル）の妹となっている。